# GSM
GSM (kratica za Global System for Mobile communications, izvorno od Groupe Spécial Mobile) je najpopularnejši svetovni standard mobilnih komunikacij.
GSM storitve uporablja preko 2 milijardi ljudi v več kot 212 državah. Razširjenost GSM standarda omogoča enostavno gostovanje uporabnikov v omrežjih različnih operaterjev, kar omogoča uporabo GSM storitev na velikem delu zemeljske krogle. V nasprotju s svojimi predhodniki, uporablja GSM digitalni prenos govora in signalizacije in s tem predstavlja začetek druge generacije mobilnih telefonskih sistemov (2G). Podatkovne komunikacije in storitve pa so vgrajene šele v tretjo generacijo mobilnih telefonskih sistemov (3G), ki se začne s projektom "3rd Generation Partnership Project (3GPP).
Iz uporabniškega stališča so ključne prednosti GSM sistema večja digitalna kakovost zvoka in možnost pošiljanja kratkih sporočil SMS (Short Message Service), kar predstavlja cenovno ugodno alternativo govornemu klicu. Mobilnim operaterjem ponuja GSM enostavno integracijo in uporabo opreme različnh ponudnikov, saj odprti standardi silijo proizvajalce k medsebojni združljivosti. Podobno kot drugi celični standardi, omogoča GSM enostavno izvedbo gostovanja uporabnikov v drugih omrežjih, kar pospešuje uporabo in širitev GSM omrežij po celem svetu.
Kljub razvoju GSM standarda in novim različicam, pa je ohranjena tudi združljivost s prejšnjimi različicami. Na primer, zmožnost paketnega prenosa podatkov je bila dodana v različici '97 s tehnologijo GPRS. Višje hitrosti so bile specificirane s tehnologijo EDGE v različici '99 GSM standarda.

## Zgodovina GSM
Razvoj in rast uporabe celičnih telefonov se je začela v zgodnjih osemdesetih letih, predvsem v Evropi. Pomanjkanje tehnoloških standardov je leta 1982 vzpodbudilo European Conference of Postal and Telecommunications Administrations (CEPT) k oblikovanju skupine Groupe Spécial Mobile (GSM) z edino nalogo oblikovanja standarda za mobilno telefonijo, ki bi ga lahko uporabljali po celotnem ozemlju Evrope. 
7. septembra 1987 je 15 telekomunikacijskih operaterjev iz 13 držav v Københavnu podpisalo zgodovinsko pogodbo o sodelovanju, ki je bila osnova za razvoj Globalnega sistema za mobilno komunikacijo (GSM) in mobilno industrijo, ki danes omogoča enostavne in kakovostne brezžične pogovore ljudem širom sveta. Omenjena pogodba velja za temelj prvega globalnega mobilnega sistema.
Leta 1989 so naloge in pristojnosti skupine GSM prenesli na European Telecommunications Standards Institute (ETSI), ki je naslednje leto objavil prvo različico GSM specifikacij. Prvo omrežje GSM je v začetku leta 1991 vzpostavilo podjetje Radiolinja na Finskem. Konec leta 1993 se je število naročnikov GSM omrežij 70 operaterjev v 48 državah povzpelo preko milijon uporabnikov.